# Ambang
Der Ambang ist der westlichste der aktiven Vulkane im Nordteil der indonesischen Insel Sulawesi.
Im Gipfelbereich befinden sich mehrere Krater mit einem Durchmesser von bis zu 400 Metern und fünf Solfatara-Felder.
Die einzige historische Eruption ereignete sich in den 1840er-Jahren.